# Their Greatest Hits (1971–1975)
A Their Greatest Hits (1971–1975) az amerikai Eagles zenekar első válogatásalbuma, amely 1976. február 17-én jelent meg az Asylum kiadásában. Az anyagra az együttes első négy nagylemezéről válogatták össze a dalokat, amelyek 1971 és 1975 között jelentek meg korábban. A Their Greatest Hits (1971–1975) kiadása tovább fokozta az együttes sikereit,  miután az amerikai Billboard 200 lista első helyére került, és öt hétig ott is maradt. Kiadásának évében 7 millió darabot adtak el belőle az amerikai piacon. A lemezre felkerült One of These Nights és Best of My Love dalok kislemezként is kelendőnek bizonyultak, mindkettő vezette a Billboard Hot 100 listáját. Ez volt az első olyan album, amelyet az RIAA platinalemezzé nyílvánított, mivel ebben az évben vezették be az Egyesült Államokban a platina kategóriát az egymillió feletti eladások után. A Billboard 1976-os év végi albumlistáján a 4. helyen szerepelt a lemez, és összesen 239 hetet töltött a Billboard 200-on.
A Their Greatest Hits (1971–1975) album elképesztő mennyiségben talált gazdára. Napjainkig 38x-os platinalemez az Egyesült Államokban, mely révén minden idők legnagyobb amerikai lemezsikerének számít. Az országban ebből az albumból vásároltak az emberek a legtöbbet a 20. század folyamán, majd Michael Jackson halála után a Thriller felülmúlta eladásokban. Az album folyamatosan fogy a boltokból, így 2018 augusztusától visszanyerte az Egyesült Államok legkelendőbb albumának címét Michael Jackson elől. 2017-ben  az Amerikai Egyesült Államok nemzeti könyvtára a Kongresszusi Könyvtár beválasztotta nemzeti nyilvántartásában, mint kulturális, történelmi és művészi szempontból jelentős tényező.

## Számlista
| 1. | Take It Easy (Eagles, 1972)            | Glenn Frey Jackson Browne     | Frey   | 3:29 |
| 2. | Witchy Woman (Eagles)                  | Don Henley Bernie Leadon      | Henley | 4:10 |
| 3. | Lyin' Eyes (One of These Nights, 1975) | Don Henley Glenn Frey         | Frey   | 6:21 |
| 4. | Already Gone (On the Border, 1974)     | Robb Strandlund Jack Tempchin | Frey   | 4:13 |
| 5. | Desperado (Desperado, 1973)            | Don Henley Glenn Frey         | Henley | 3:33 |

| 1. | One of These Nights (One of These Nights)  | Don Henley Glenn Frey               | Henley  | 4:51 |
| 2. | Tequila Sunrise (Desperado)                | Don Henley Glenn Frey               | Frey    | 2:52 |
| 3. | Take It to the Limit (One of These Nights) | Don Henley Glenn Frey Randy Meisner | Meisner | 4:48 |
| 4. | Peaceful Easy Feeling (Eagles)             | Jack Tempchin                       | Frey    | 4:16 |
| 5. | Best of My Love (On the Border)            | Don Henley Glenn Frey J.D. Souther  | Henley  | 4:35 |

## Közreműködők
Eagles
- Glenn Frey – gitár, ének; zongora
- Bernie Leadon – gitár, vokál; bendzsó, pedal steel gitár, mandolin
- Randy Meisner – basszusgitár, ének
- Don Henley – dobok, ének
- Don Felder – gitár  a  "Lyin' Eyes," "Already Gone," "One of These Nights," és "Take It to the Limit" dalokban

Produkció
- Glyn Johns – producer
- Bill Szymczyk – producer
- Jim Ed Norman – vonósok hangszerelése
- Allan Blazek – hangmérnök
- Michael Braunstein – hangmérnök
- Howard Kilgour – hangmérnök
- Ed Mashal – hangmérnök
- Michael Verdick – hangmérnök
- Don Wood – hangmérnök
- Henry Diltz –  művészeti irány, borító
- Glen Christensen – művészeti irány, borító
- Boyd Elder – művészeti irány, borító
- Irving Azoff – művészeti irány, borító
- Steve Hoffman – digitális remaszterezés
- Ted Jensen – digitális remaszterezés

## Listás helyezések
| Lemezeladási lista (1976)            | Legjobb helyezés |
| ------------------------------------ | ---------------- |
| Billboard Canadian Albums Chart      | 1                |
| New Zealand Music Chart              | 2                |
| Norvégia (VG-lista)                  | 8                |
| Svédország (Sverigetopplistan)       | 31               |
| Egyesült Királyság (UK Albums Chart) | 2                |
| USA Billboard 200                    | 1                |

## Eladási minősítések
| Ország                     | Eladási minősítés | Eladás      |
| -------------------------- | ----------------- | ----------- |
| Ausztrália (ARIA)          | 8x Platina        | 560 000+    |
| Kanada (Music Canada)      | 2x Gyémánt        | 2 000 000+  |
| Hong Kong (IFPI Hong Kong) | Platina           | 20 000+     |
| Anglia (BPI)               | Platina           | 300 000+    |
| Egyesült Államok (RIAA)    | 38x Platina       | 38 000 000+ |